# Coulobres
Coulobres är en kommun i departementet Hérault i regionen Occitanien i södra Frankrike. Kommunen ligger i kantonen Servian som tillhör arrondissementet Béziers. År 2022 hade Coulobres 371 invånare.

## Befolkningsutveckling
Antalet invånare i kommunen Coulobres
Referens:INSEE